# Jana McKinnon
Jana McKinnon (Korneuburg, 1999) is een actrice uit Oostenrijk.
Met een Australische vader en Oostenrijkse moeder groeide ze op in Wenen en in Australië.
In 2020 wint ze de New Faces Award voor de beste actrice, onder andere voor haar rol in de roadmovie Wach.

## Filmografie
- Gemeinsame Normdatei: 1156928567
- Library of Congress Control Number: no2019115638
- Nationale Bibliotheek van Tsjechië: pna20221160699
- Virtual International Authority File: 19152561583315442018
- WorldCat: E39PBJdWPMwJRv8Qvj9M7M8pyd